# 王鴻薇
王 鴻薇（おう こうび、ワン ホンウェイ、1964年〈民国53年〉7月10日 - ）は、中華民国（台湾）のジャーナリスト、政治家。中国国民党所属の立法委員。

## 経歴
基隆市生まれで、家族は天津市塘沽の出身。父親は船乗りで、中華民国政府が台湾に移転した際に台湾に逃れてきた。母親は親戚のいた香港に移り、その後に祖母とともに台湾に移った。台北市立第一女子高級中学で学び、国立政治大学を卒業している。
新党に入党し、台北市議会議員選挙に立候補して当選。5期16年余り市議会議員を務めた。
2013年、新党を離党し中国国民党に入党。
2022年に実施される台北市長選挙に立候補するため、蔣万安が立法委員を任期途中で辞任することを表明。欠員となった台北市第三選挙区では補欠選挙が行われることになった。当初、王鴻薇は補欠選挙には立候補しない意向を示していたが、朱立倫や馬英九前総統から説得されたことを受けて、立候補することを決断。2023年1月に実施された補欠選挙では、民主進歩党の候補を破り初当選した。
2024年立法委員選挙では、再び民主進歩党の候補を破り再選した。

## 選挙記録
| 年度 | 選挙                   | 選挙区           | 所属政党   | 得票数  | 得票率 | 当選 | 注釈 |
| ---- | ---------------------- | ---------------- | ---------- | ------- | ------ | ---- | ---- |
| 2006 | 第10回台北市議員選挙   | 第三選挙区       | 新党       | 17,022  | 8.03%  |      |      |
| 2010 | 第11回台北市議員選挙   | 第三選挙区       | 新党       | 16,957  | 7.27%  |      |      |
| 2014 | 第12回台北市議員選挙   | 第三選挙区       | 中国国民党 | 18,472  | 7.68%  |      |      |
| 2018 | 第13回台北市議員選挙   | 第三選挙区       | 中国国民党 | 25,508  | 11.43% |      |      |
| 2022 | 第14回台北市議員選挙   | 第三選挙区       | 中国国民党 | 25,727  | 12.03% |      |      |
| 2023 | 第10回立法委員補欠選挙 | 台北市第三選挙区 | 中国国民党 | 60,519  | 52.26% |      |      |
| 2024 | 第11回立法委員選挙     | 台北市第三選挙区 | 中国国民党 | 105,050 | 52.52% |      |      |